# Stilobezzia maculipes
Stilobezzia maculipes är en tvåvingeart som beskrevs av John William Scott Macfie 1933. Stilobezzia maculipes ingår i släktet Stilobezzia och familjen svidknott. Inga underarter finns listade i Catalogue of Life.